# Rouville, Seine-Maritime
Rouville är en kommun i departementet Seine-Maritime i regionen Normandie i norra Frankrike. Kommunen ligger i kantonen Bolbec som tillhör arrondissementet Le Havre. År 2022 hade Rouville 612 invånare.

## Befolkningsutveckling
Antalet invånare i kommunen Rouville
| Referens: INSEE |